# Шмаруха
Шмаруха — река в России, протекает по Бековскому, Сердобскому, Каменскому и Белинскому районам Пензенской области. Длина реки — 24 км, площадь водосборного бассейна — 172 км².
Начинается у села Яковлевка. Течёт по открытой местности, сначала на восток, затем на север мимо населённых пунктов Александровка, Первомайский, Владимировка, Родно-Бондовка, Бондовка. Устье реки находится в 71 км по левому берегу реки Чембар в селе Воробьевка. Пойма реки заболочена.
Основной приток — речка Разувайка — впадает слева.

## Данные водного реестра
По данным государственного водного реестра России относится к Донскому бассейновому округу, водохозяйственный участок реки — Ворона, речной подбассейн реки — Хопер. Речной бассейн реки — Дон (российская часть бассейна).
Код объекта в государственном водном реестре — 05010200212107000006304.